# Катерина Цилка
Катерина Цилка е протестантска мисионерка от Банско, отвлечена за откуп от чета на Вътрешната македоно-одринска революционна организация през 1901 и освободена през 1902 година.

## Биография
Родена е като Катерина Димитрова Стефанова в Банско. Сестра е на професор Константин Стефанов. Заминава за САЩ, където учи в семинарията в Нортфийлд и в педагогическото училище за милосърдни сестри при Презвитерианската болница в Ню Йорк. Запознава се в Ню Йорк и се жени за Григор Марко Цилка, албанец протестант, който учи в Обединителната теологическа семинария. Връщат се на Балканите и се установяват в Корча.
През лятото на 1901 година Цилка помага на Елън Стоун, която трябва да води кратък курс за обучение на български учителки за първоначалните протестантски училища, в родното ѝ Банско. На 3 септември (21 август по стар стил) 1901 г. четите на Яне Сандански и Христо Чернопеев отвличат двете жени Стоун и Цилка. Тяхното пленничество продължава 4 месеца и става известно като аферата „Мис Стоун“. Освободени са на 2 февруари 1902 година близо до град Струмица.
След Балканските войни семейството на Катерина се мести в София, където съпругът ѝ умира по време на Първата световна война от испански грип. След смъртта му тя отива да живее в Албания. Умира в Тирана на 22 юни 1952 година.